# Leave Out All the Rest
Singles de Linkin Park
Given Up
(2008) New Divide
(2009)
Pistes de Minutes To Midnight
Given Up Bleed It Out
Leave Out All the Rest est un single du groupe Linkin Park sorti en 2008 et issu de l'album Minutes to Midnight, qui fait partie de la bande-son de Twilight.

## Clip vidéo
Dans une interview accordée à MTV, Mike a dit que la vidéo, réalisée par Joe Hahn, a lieu dans une vision futuriste, et décrit ce qu'est la vie quotidienne des membres du groupe comme s'ils vivaient dans l'espace. Le groupe vit dans un habitat artificiel qui fait son chemin à travers la galaxie. Dans un premier temps, on les voit passer le temps en accomplissant des tâches banales, mais la gravité est perceptible à bord du navire, on voit des éléments flottants, ce qui ressemble au soleil ou à une étoile. Vers la fin du clip, le vaisseau approche dangereusement d'une étoile, ce qui a pour effet de déclencher l'alarme qui réveille l'équipage. Ils se retrouvent alors sur un banc faisant face à l'astre, tandis que Chester contemple la scène...
Le clip est inspiré du film Sunshine de Danny Boyle.